# Katastrofa drogowa pod Nowym Miastem nad Pilicą
Katastrofa drogowa pod Nowym Miastem nad Pilicą – wypadek drogowy, który wydarzył się 12 października 2010 roku na drodze wojewódzkiej 707 w województwie mazowieckim. W wypadku zginęło 18 osób, a jedna została ranna.

## Historia
W zdarzeniu wzięły udział dwa samochody: dostawczy Volkswagen Transporter, w którym znajdował się kierowca i 17 osób, oraz ciężarowy Volvo z kierowcą.
Volkswagenem podróżowały osoby jadące do pracy sezonowej w sadzie. Bus prawdopodobnie zjechał na przeciwny pas ruchu i zderzył  się z pojazdem Volvo. Zginęli wszyscy podróżujący busem – 18 osób (na miejscu 16 osób, 2 kolejne zmarły w szpitalach). Uratować zdołał się tylko kierowca ciężarówki, który został lekko ranny. Z powodu gęstej mgły na miejscu wypadku nie mogły wylądować helikoptery ratunkowe wysłane z Warszawy i Łodzi.
Kierujący Volvo zeznał, że pojazd starał się wyprzedzić inny samochód ciężarowy i wjechał prosto na niego. Rzecznik mazowieckiej policji podkreślił także informacje o złych warunkach pogodowych oraz zalegających na drodze śliskich liściach. Wkrótce podano, że w samochodzie znajdowały się siedzenia dla jedynie 6 osób, co mogło spotęgować rozmiary katastrofy. Na miejscu oprócz prokuratora pracowali psychologowie, którzy pomagali rodzinom ofiar. Lekarze nie zgodzili się na natychmiastowe przesłuchanie kierowcy ciężarówki z powodu szoku, w jakim się znajdował.
Na wniosek prezydenta Bronisława Komorowskiego w województwach mazowieckim i łódzkim wprowadzono trzydniową żałobę. Kondolencje rodzinom ofiar złożyli przewodniczący Komisji Europejskiej José Manuel Durão Barroso, prezydent Rosji Dmitrij Miedwiediew, prezydent Słowacji Ivan Gašparovič.
Zdarzenie stanowiło najpoważniejszy pod względem liczby ofiar wypadek drogowy w Polsce od 16 lat, kiedy w wypadku autobusu pod Gdańskiem w maju 1994 roku zginęły 32 osoby.
Uroczystości pogrzebowe wszystkich ofiar odbyły się 16 października 2010 roku. Mszę żałobną w kościele św. Łukasza w Drzewicy celebrował biskup Henryk Tomasik. 16 ofiar zostało pochowanych na miejscowym cmentarzu, pozostałe dwie w Radzicach i Bielinach.
11 października 2011 roku śledztwo ws. wypadku zostało umorzone, ponieważ zmarły kierowca busa – zdaniem biegłych – był sprawcą wypadku. 12 października 2011 roku w miejscu zdarzenia została odsłonięta i poświęcona granitowa tablica pamiątkowa z nazwiskami osób, które zginęły w wypadku.

## Ofiary wypadku[12]
1. Marek Bogatek (lat 45)
2. Mirosław Bogatek (lat 42)
3. Tadeusz Bogatek (lat 57)
4. Marcin Celej (lat 21)
5. Andrzej Chałubiński (lat 43)
6. Mieczysław Iwanicki (lat 66)
7. Kamil Kaczmarek (lat 26)
8. Romuald Kothe (lat 58)
9. Kamil Klata (lat 19)
10. Mariola Klata (lat 50)
11. Andrzej Kraj (lat 59)
12. Sławomir Mado (lat 44)
13. Grażyna Miązek (lat 58)
14. Jan Rzeźnik (lat 58)
15. Krystyna Sieńska (lat 54)
16. Adam Szczepanik (lat 21)
17. Genowefa Szczepanik (lat 61)
18. Stanisław Tomczyk (lat 54)